# Jevlogij
Jevlogij, borgerligt namn Vasilij Georgievskij, född 1868, död 1946, var en rysk metropolit.
Jevlogij blev 1895 munk, var 1903-14 biskop i Cholms stift och var en aggressiv och oförsonlig motståndare till katolska kyrkan. Från och med 1907 invaldes Jevlogij i 2:a och 3:e riksduman, där han tillhörde det nationalistiska partiet och häftigt kämpade för den utpräglade storryska nationalismen och en privilegierad ställning för den ortodoxa religionen. 1914-18 var han biskop i Volynstiftet, blev 1921 biskop för alla ryska kyrkor i Västeuropa och 1922 metropolit (med säte i Paris). Jevlogij visade stor organisatiorisk begåvning, när det gällde att organisera den genom ryska revolutionen skövlade kyrkan i Västeuropa och befästa den ortodoxa trosbekännelsen mot katolicismens aggressiva politik bland ryssarna.